# Baía de Mutsu

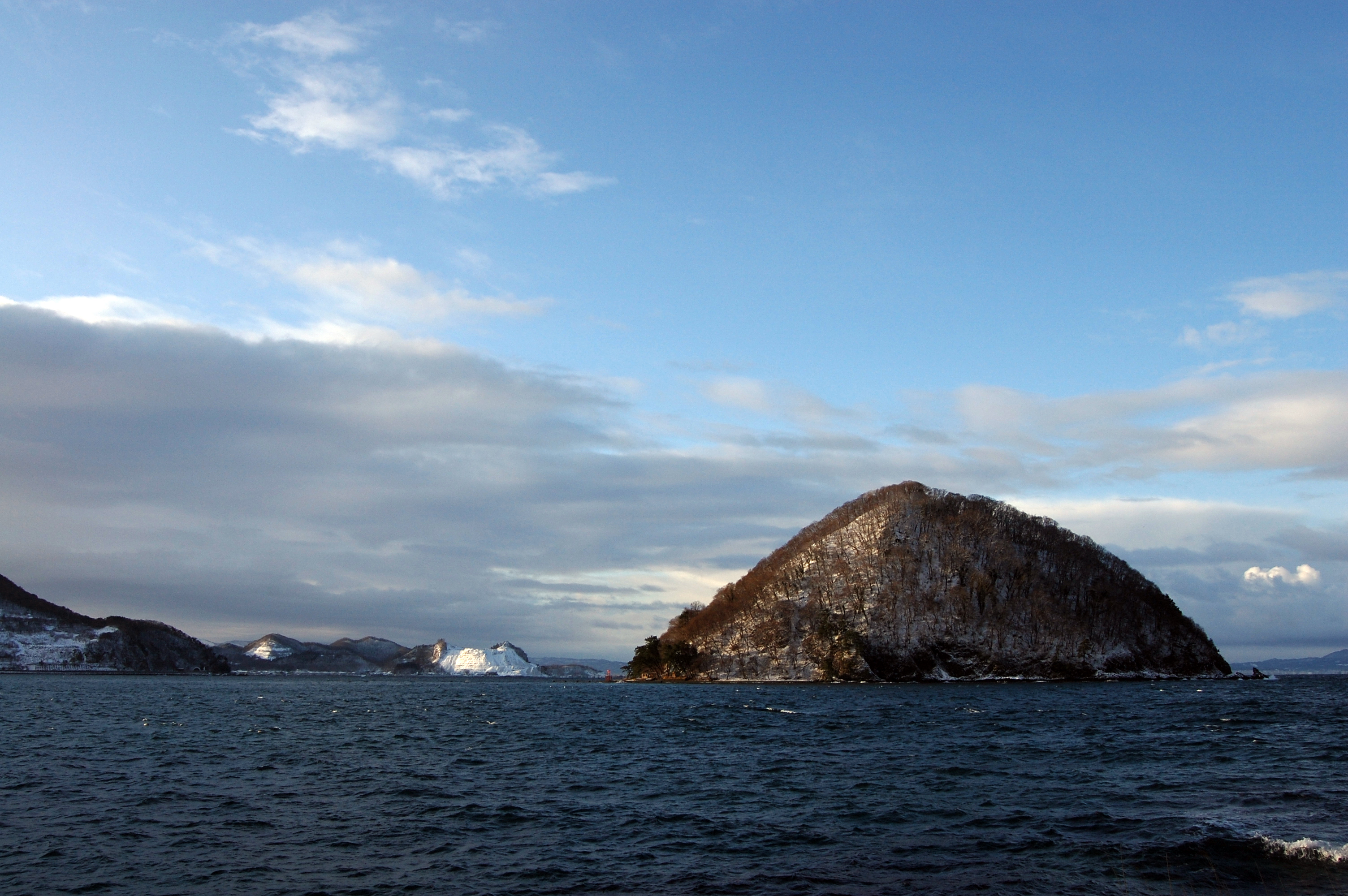
A baía de Mutsu vista do onsen Asamushi

A baía de Mutsu (陸奥湾, Mutsu-wan) é uma baía na prefeitura de Aomori, no norte da ilha de Honshū, no Japão.
É de facto constituída por três baías distintas: a baía de Aomori, a baía de Noheji e a baía de Ōminato, e estende-se por uma área de 1660 km2.
A cultura de vieira é importante nesta baía.